# Sibak
Sibak (tytuły alternat. Sibak: Midnight Dancers lub Midnight Dancers) – filipiński dramat filmowy z 1994 roku, pierwszy segment trylogii filmów o tematyce LGBT autorstwa Mela Chionglo i Ricky'ego Lee.
Dystrybucji projektu zakazano w rodzimych Filipinach. 9 września 1994 odbyła się premiera Sibaka podczas Toronto International Film Festival.

## Opis fabuły
Fabuła filmu traktuje o życiu tzw. "macho dancers" (striptizerów) w Manili lat 90. Tańcem erotycznym w gejowskich barach zajmuje się trzech braci. Najstarszy z nich, Joel, ma żonę, dziecko i stałego męskiego partnera. Młodszy, Dennis, kradnie radia samochodowe razem ze swoimi przyjaciółmi. Najmłodszy z rodzeństwa, Sonny − romansujący z transseksualistą, zostaje wyrzucony z college'u.